# Маријанци
Маријанци су насељено место и седиште општине у славонској Подравини, Осјечко-барањска жупанија, Република Хрватска.

## Историја
До територијалне реорганизације у Хрватској налазили су се у саставу бивше велике општине Доњи Михољац.

## Становништво
На попису становништва 2011. године, општина Маријанци је имала 2.405 становника, од чега у самим Маријанцима 838.

## Попис1991.
На попису становништва 1991. године, насељено место Маријанци је имало 982 становника, следећег националног састава:
| Попис 1991.‍ | Попис 1991.‍ | Попис 1991.‍ | Попис 1991.‍ | Попис 1991.‍ |
| ----------- | ----------- | ----------- | ----------- | ----------- |
|             |             |             |             |             |
| Хрвати      | Хрвати      |             | 964         | 98,16%      |
| Македонци   | Македонци   |             | 5           | 0,50%       |
| Мађари      | Мађари      |             | 3           | 0,30%       |
| Југословени | Југословени |             | 1           | 0,10%       |
| непознато   | непознато   |             | 9           | 0,91%       |
| укупно: 982 |             |             |             |             |